# Македонські війни
Македо́нські ві́йни — чотири війни (Перша Македонська війна 215–205 рр. до н. е., Друга Македонська війна 200–197 рр. до н. е., Третя Македонська війна 171–168 рр. до н. е., Четверта Македонська війна 150–148 рр. до н. е.) між Римом і Македонією за панування над Балканським регіоном. Закінчилися повною перемогою Риму і ліквідацією Македонського царства.

## Перша Македонська війна
Між монархіями, що утворилися з держави Олександра Великого, дві були здатні до збройного протистояння політиці Рима — Македонія і Сирія. Філіпп V Македонський під впливом перемог Ганнібала на початку Другої Пунічної війни почав підтримувати його. Почалася Перша Македонська війна 215–205 рр. до н. е. Діючи в союзі з Карфагеном проти Риму, намагався заволодіти Іллірією і розширити свої володіння в Малій Азії. Римляни головними силами вели боротьбу з Ганнібалом в Італії, а для дій на Балканах виділили незначні сили. Проте македонські війська діяли нерішуче, а римляни всіляко підтримували антимакедонський рух у світі еллінізму. Ще до поразки Карфагена Філіпп V уклав з римлянами мир. Перша Македонська війна не призвела до значних територіальних змін на Балканах, хоча Риму удалося розширити свій вплив в Греції. Філіпп V, уклавши в 205 до н.е. мир з Римом, продовжував військові дії проти Родоса, Пергама, Карії і інших.

## Друга Македонська війна
Після перемоги в Другій Пунічній війні 218–201 рр до н.е над Карфагеном Рим активізував свою політику на Балканах і звинуватив Македонію в порушенні договору 205 р. до н.е. (встановлення контактів з Карфагеном, напад на союзників Риму і ін.). Рим став вимагати від Філіппа, щоб він повернув Пергаму і Родосу все, що він у них захопив. Почалася Друга Македонська війна 200–197 рр. до н. е.
Риму вдалося укріпити свій вплив в Греції. Матеріальні запаси Македонії були виснажені, усередині країни росла опозиція проти царя, війна з Римом була непопулярна. Спроби Філіппа V укласти мир з Римом були безуспішні. У липні 197 р до н.е. консул Тіт Квінкцій Фламінін завдав Філіппу поразки при Кіноскефалах. При укладенні миру Філіпп V відмовився від всіх володінь поза Македонією, видав Риму весь флот, окрім 6 кораблів, зобов'язався скоротити армію до 5 тисяч чоловік і не воювати з союзниками Риму. Греція була оголошена «вільною» і фактично опинилася під владою Риму.
Хоча Філіпп уклав мир із Римом, цар Сирії Антіох, що незадовго перед тим воював на берегах Інду, вступив зі своїм військом в Європу. При Фермопілах він був обійдений з тилу консулом Глабріоном, а потім, повернувшись до Азії, розбитий в 190 р до н.е. Сципіонами (Луцієм і Публієм) при Магнезії, поблизу Сард. Антіох був змушений виплатити велику контрибуцію (30 мільйонів талантів) і землями в Малій Азії, які римляни передали своїм союзникам, а багатьом містам повернули самостійність.

## Третя Македонська війна
Взагалі римляни неохоче вступали в безпосереднє володіння володіннями на чужому їм грецькому Сході. Це особливо ясно виявилося стосовно Македонії.
Після смерті Філіппа V (179) його син Персей почав готуватися до війни з Римом. Він подавив протидію македонській знаті, укріпив економіку країни, створив 40-тисячну армію і встановив зв'язки з ворожими Риму країнами (зокрема з Карфагеном). Римський сенат звинуватив Персея в порушенні колишніх договорів і почав Третю Македонську війну 171–168. 30-тисячна римська армія висадилася в Греції. Спочатку військові дії йшли із змінним успіхом, але в 168 році в командування римськими військами у Фессалії вступив консул Луцій Емілій Павел, який 22 червня 168 при Підні розгромив македонські війська; Персей втік, а потім потрапив в полон. Римська армія окупувала і розграбувала Македонію. Римський сенат скасував царську владу і розділив країну на 4 округи, позбавлених політичних і економічних зв'язків між собою.
Крім того, володіння Рима наблизилися до Македонії, бо Рим обернув царство Гентія, союзника Персея, в провінцію Іллірікум (між Епіром і Далмацією).

## Знищення Македонської держави
Коли через 17 років, у 150–148 рр. до н. е. македонці повстали під прапорами самозванця Андріска, що видавав себе за сина Персея, римляни обернули і Македонію в провінцію — першу на грецькому ґрунті. Тоді ж настав час Греції, що взяла участь в повстанні. Страшне розграбування і розорення Корінфа Муммієм ознаменувало собою початок безпосереднього владицтва римлян над Афінами і Спартою.